# دونی داتچ
دونی داتچ (انگلیسی: Donny Deutsch؛ زادهٔ ۲۲ نوامبر ۱۹۵۷) یک مجری تلویزیون، کارآفرین، و بازرگان اهل ایالات متحده آمریکا است.